# باندي (رياضة)

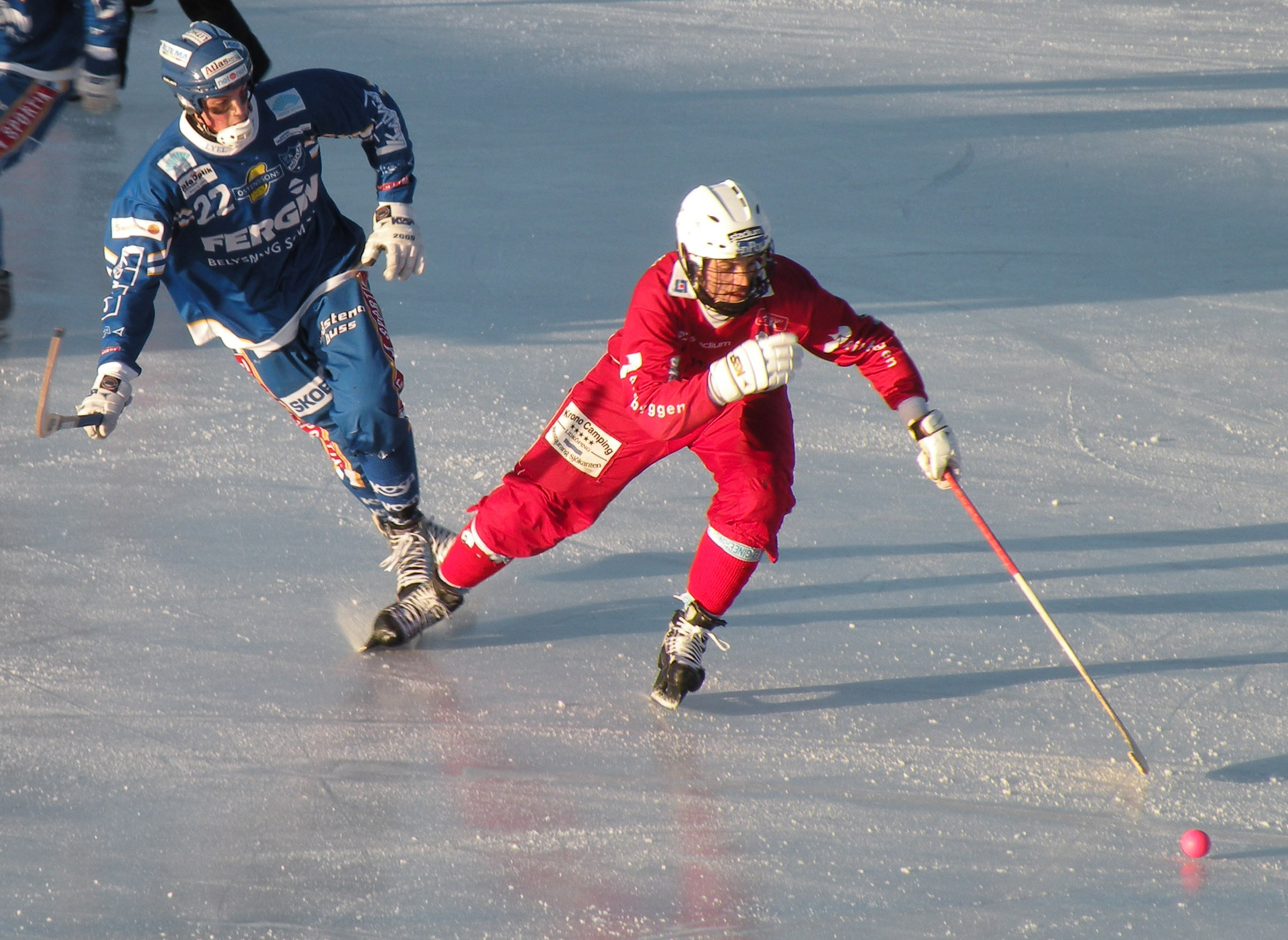
لاعبو باندي

باندي (بالإنجليزية: Bandy)‏ وهي رياضة شتوية تلعب على الجليد، حيث يستعمل اللاعبين عصاوات لتوجيه الكُرة نحو الهدف، اللعبة هي تشبه هوكي الجليد إلا أن لها تشابه مع كرة قدم حيث تُمارس في الهواء الطلق ويستبدل القرص بكرة صغيرة ويلعب الفريقان شوطين وكل شوط مدتهُ 54 دقيقة وفيه 11 لاعب لكل فريق والملعب هو نفس قياس ملاعب كرة القدم وعصاوات هذه الرياضة تشبه عصا هوكي الحقل حيث تُستخدم عصا منحنية، تكون المباراة صعبة بسبب الجو البارد وممكن تمدد المباراة إلى وقت إضافي مدته 30 دقيقة، هذه الرياضة نشئت في لندن في إنجلترا وأقوى الدول في هذه الرياضة هي إنجلترا والولايات المتحدة وروسيا وفنلندا والسويد والنرويج وكازاخستان والهند.

## وصلات خارجية
- What is Bandy? في أرشيف الإنترنت(أرشفت في  أكتوبر 27, 2009) – History and rules of Bandy.
- باندي (رياضة) على مشروع الدليل المفتوح
- Federation of International Bandy
- Bandysidan links – One of the most extensive link directories about bandy
- Klein, Jeff Z. "It's Not Hockey, It's Bandy," The New York Times, Friday, 29 January 2010.
- Goalwire statistics for bandy